# Миллер, Петр
Петр Миллер (чеш. Petr Miller; 27 июля 1941, Прага) — чехословацкий и чешский политик и бизнесмен. Организатор рабочих демонстраций и забастовочного движения Бархатной революции 1989. Один из лидеров Гражданского форума, активист Гражданского движения и Чешской социал-демократической партии. Министр труда и социальной политики Чехословакии в 1989—1992, депутат Федерального собрания в 1990—1992. Директор энергетической и авиационной компаний.

## Пражский кузнец
Родился в семье архитектора и рентгенолога. Мать рано скончалась, отец погиб на строительстве в результате несчастного случая. С 14 лет Петр Миллер самостоятельно зарабатывал на жизнь. Работал кузнецом, одновременно оканчивал школу.
Поступил в Пражский экономический университет, но был исключён до получения диплома. Почти 30 лет Петр Миллер проработал кузнецом на предприятиях ЧКД.

## Рабочий лидер
В ноябре 1989 Петр Миллер организовал рабочие выступления в поддержку Бархатной революции. 23 ноября 1989 возглавил рабочую демонстрацию на Вацлавской площади в поддержку студенческих протестов. Был одним из лидеров общенациональной забастовки 27 ноября 1989.
Миллер принадлежал к ключевым участникам переговоров между Гражданским форумом и правительством ЧССР. Именно он 28 ноября 1989 потребовал от премьера Ладислава Адамеца отставки коммунистического правительства.

Это решение было принято в мужском туалете во время пятиминутного перерыва. Оно было очень спонтанным и быстрым, без консультаций с кем-либо.

Петр Миллер

## Политик и министр
10 декабря 1989 Петр Миллер занял пост министра труда и социальной политики в новом кабинете Мариана Чалфы. Оставался в должности до июля 1992. На этот период пришёлся наиболее трудный этап экономических преобразований, которые в ЧСФР — в основном в Чехии — удалось осуществить с меньшими социальными издержками, чем в других странах Восточной Европы.
На парламентских выборах 1990 Петр Миллер был избран депутатом от Гражданского форума. С 1991 состоял в либеральном Гражданском движении. В феврале перешёл в Социал-демократическую партию, претендовал на пост председателя, но не был избран.

## Предприниматель-менеджер
С середины 1990-х Петр Миллер оставил политическую деятельность и занялся бизнесом. Состоял в руководстве компаний Ekotrans Moravia, Chemapol Group, пенсионного фонда Koruna. В 1999—2000 работал директором по персоналу в одной из структур энергетической госкомпании ČEZ, в 2002—2003 — генеральным директором авиакомпании Empirie. В 2002—2003 Миллер руководил канцелярией министра культуры Чехии.
С 2008 Петр Миллер — руководитель чешской Ассоциации перерабочиков вторичного сырья.
Петр Миллер женат в третий раз, имеет троих детей. Охотно общается с прессой, вспоминая события 1989 года.